# 서울대치초등학교
서울대치초등학교는 대한민국 서울특별시 강남구 대치동에 있는 공립 초등학교이다.

## 학교 연혁
- 1983년 12월 3일 서울대치국민학교 설립인가
- 1984년 3월 1일 36학급 편성(대도에서 학생 1,182명 인수)
- 1994년 4월 13일 도서실 개관(3개 교실)
- 1996년 3월 1일 현재 교명으로 개칭
- 1996년 10월 22일 다목적 강당 개관
- 2003년 12월 18일 전자도서관 개관
- 2008년 11월 1일 영어전용교실 설치
- 2009년 12월 5일 인조 잔디 운동장 개장식
- 2013년 8월 24일 학교 건물 외부 도색
- 2013년 9월 2일 학교 주변 울타리 공사
- 2013년 12월 30일 교실 현대화 사물함 교체(28학급)
- 2015년 8월 30일 대치미술관 개관 및 교실 환경 개선 공사
- 2016년 2월 28일 운동장 계단 공사 및 스탠드 교체, 야외무대 설치
- 2016년 8월 30일 담장, 통학로, 주차장, 창고 공사, 학급 중연창, 출입문 교체, 도서실 리모델링
- 2019년 3월 1일 제12대 박광수 교장 부임
- 2019년 1월 21일 본관 석면공사
- 2019년 8월 31일 과학실 현대화
- 2019년 11월 5일 농구장 및 보도 공사
- 2019년 11월 9일 에코스쿨 환경 정비
- 2020년 2월 12일 제36회 졸업식(졸업생387명, 총누적 졸업생수 14963명)
- 2020년 4월 20일 제37회 입학식(입학생 229명)
- 2020년 9월 1일 제13대 이정우 교장 부임

## 상징
- 교화(校花) - 개나리 : 사랑, 겸손함, 아름다움
- 교목(校木) - 느티나무 : 꿋꿋한 기상과 성장, 고귀한 품위, 원대한 포용력

## 참고 자료
- 서울대치초등학교 - 한국교육학술정보원 학교알리미